# 雨竜郡
- 令制国一覧 > 北海道 (令制) > 石狩国 > 雨竜郡
- 日本 > 北海道 > 空知総合振興局・上川総合振興局 > 雨竜郡

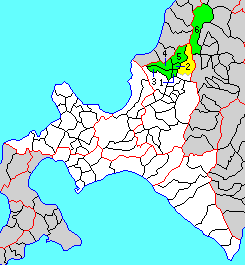
北海道雨竜郡の位置（1.妹背牛町 2.秩父別町 3.雨竜町 4.北竜町 5.沼田町 6.幌加内町 黄：明治期）

雨竜郡（うりゅうぐん）は、北海道（石狩国）空知総合振興局・上川総合振興局管内の郡。
人口12,238人、面積1,496.06km²、人口密度8.18人/km²。（2025年6月30日、住民基本台帳人口）
以下の6町を含む。
空知管内
- 妹背牛町（もせうしちょう）
- 秩父別町（ちっぷべつちょう）
- 雨竜町（うりゅうちょう）
- 北竜町（ほくりゅうちょう）
- 沼田町（ぬまたちょう）

上川管内
- 幌加内町（ほろかないちょう）

## 郡域
1879年（明治12年）に行政区画として発足した当時の郡域は、上記6町に深川市の大部分（概ね石狩川以北）を加えた区域にあたる。

## 歴史

### 郡発足までの沿革
江戸時代の雨竜郡域は西蝦夷地に属し、石狩場所に含まれ松前藩領となっていた。江戸時代後期になると、国防上の理由から文化4年雨竜郡域は公儀御料（幕府直轄領）とされた。
文化5年には留萌支配人山田屋文右衛門によって留萌からニセバルマ（現増毛郡増毛町御料)、エタイベツを経て樺戸郡と雨竜郡の境界にあたるオシラリカに出る約25里（98.2km）の道が開削され、この道は雨竜越と呼ばれていた。
文政4年には一旦松前藩領に復したものの、安政2年再び公儀御料となり庄内藩が警固を行った。戊辰戦争（箱館戦争）終結直後の1869年、大宝律令の国郡里制を踏襲して雨竜郡が置かれた。

### 郡発足以降の沿革
- 明治2年

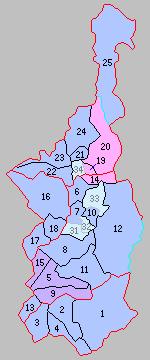
北海道一・二級町村制施行時の雨竜郡の町村（19.深川村 20.一已村 21.秩父別村 22.雨竜村 23.北竜村 24.上北竜村 25.幌加内村 青：区域が発足時と同じ町村 水色：分立して現存する町村 34.妹背牛村）

  - 8月15日（1869年9月20日） - 北海道で国郡里制が施行され、石狩国および雨竜郡が設置される。開拓使直轄領となった。
  - 8月28日（1869年10月3日） - 山口藩領となる（北海道の分領支配）。
- 明治4年8月20日（1871年10月4日） - 廃藩置県により再び開拓使の管轄となる。
- 明治5年
  - 4月9日（1872年5月15日） - 全国一律に戸長・副戸長を設置（大区小区制）。
  - 10月10日（1872年11月10日） - 4月に設置された区を大区と改称し、その下に旧来の町村をいくつかまとめて小区を設置（大区小区制）。
- 明治9年（1876年）9月 - 従来開拓使において随意定めた大小区画を廃し、新たに全道を30の大区に分ち、大区の下に166の小区を設けた。

- 第2大区
  - 3小区

- 明治12年（1879年）7月23日 - 郡区町村編制法の北海道での施行により、行政区画としての雨竜郡が発足。
- 明治13年（1880年）3月 - 石狩郡外七郡役所（石狩厚田浜益上川樺戸雨竜空知夕張郡役所）の管轄となる。
- 明治15年（1882年）2月8日 - 廃使置県により札幌県の管轄となる。
- 明治17年（1884年）4月 - 札幌郡外五郡役所（札幌夕張空知樺戸雨竜上川郡役所）の管轄となる。
- 明治19年（1886年）1月26日 - 廃県置庁により北海道庁札幌本庁の管轄となる。
- 明治22年（1889年）1月 - 樺戸郡外二郡役所（樺戸雨竜上川郡役所）の管轄となる。
- 明治24年（1891年）3月 - 札幌郡外九郡役所（札幌石狩厚田浜益千歳空知夕張樺戸雨竜上川郡役所）の管轄となる。
- 明治25年（1892年）- 雨竜村、深川村を設置。
- 明治29年（1896年）6月 - 空知郡外四郡役所（空知夕張雨竜樺戸上川郡役所）の管轄となる。
- 明治30年（1897年）
  - 7月 - 空知郡外三郡役所（空知夕張雨竜樺戸郡役所）の管轄となる。
  - 11月5日 - 郡役所が廃止され、空知支庁の管轄となる。
- 明治32年（1899年） - 雨竜村から北竜村が分離して成立。
- 明治34年（1901年） - 深川村から秩父別村と一已村が分離して成立。
- 明治35年（1902年）4月1日 - 北海道二級町村制の施行により、深川村（二級村、単独町制）が発足。（1村）
- 明治39年（1906年）4月1日 - 北海道二級町村制の施行により、一已村、秩父別村（いずれも二級村、単独町制）が発足。（3村）
- 明治40年（1907年）4月1日 - 深川村が北海道一級町村制を施行。
- 大正3年（1914年） - 北竜村から上北竜村が分離して成立。
- 大正4年（1915年）4月1日（6村）
  - 一已村の一部が分立して多度志村（二級村）が発足。
  - 北海道二級町村制施行により、雨竜村、北竜村（いずれも二級村、単独町制）が発足。
- 大正5年（1916年） - 人口：48,525名。マラリア患者数：105名。
- 大正7年（1918年）- 上北竜村から幌加内村が分離して成立。
  - 1月1日 - 深川村が町制施行して深川町（一級町）となる。（1町5村）
- 大正8年（1919年）4月1日 - 北海道二級町村制の施行により、上北竜村（二級村、単独町制）が発足。（1町6村）
- 大正9年（1920年）6月1日 - 一已村の一部が分立して納内村（二級村）が発足。（1町7村）
- 大正10年（1921年）4月1日 - 一已村が北海道一級町村制を施行。
- 大正11年（1922年）4月1日 - 上北竜村が改称して沼田村となる。
- 大正12年（1923年）
  - 1月1日 - 深川町の一部が分立して妹背牛村（一級村）が発足。（1町8村）
  - 4月1日（1町9村）
    - 秩父別村が北海道一級町村制を施行。
    - 北海道二級町村制の施行により、幌加内村（二級村、単独町制）が発足。
- 昭和14年（1939年）4月1日 - 沼田村が北海道一級町村制を施行。
- 昭和18年（1943年）6月1日 - 北海道一・二級町村制が廃止され、北海道で町村制を施行。二級町村は指定町村となる。
- 昭和21年（1946年）10月5日 - 指定町村を廃止。
- 昭和22年（1947年）
  - 5月3日 - 地方自治法の施行により北海道空知支庁の管轄となる。
  - 7月1日 - 沼田村が町制施行して沼田町となる。（2町8村）
- 昭和27年（1952年）2月11日 - 妹背牛村が町制施行して妹背牛町となる。（3町7村）
- 昭和34年（1959年）9月1日 - 秩父別村・幌加内村がそれぞれ町制施行して秩父別町・幌加内町となる。（5町5村）
- 昭和36年（1961年）9月1日 - 雨竜村・北竜村がそれぞれ町制施行して雨竜町・北竜町となる。（7町3村）
- 昭和37年（1962年）5月1日 - 多度志村が町制施行して多度志町となる。（8町2村）
- 昭和38年（1963年）5月1日 - 深川町・一已村・納内村および空知郡音江村が合併して深川市が発足し、郡より離脱。（7町）
- 昭和45年（1970年）4月1日 - 多度志町が深川市に編入。（6町）
- 平成22年（2010年）4月1日 - 空知支庁が廃止され、幌加内町が上川総合振興局、残部が空知総合振興局の管轄となる。

## 備考
場合によっては、深川市とともに道北エリアに属される場合もある。また、NTTの各電話帳のうち、タウンページは、雨竜町が滝川市や岩見沢市などと同じ「空知地方版」に掲載されている以外は、深川市とともに「旭川市・上川・北空知地方版」に掲載されている。ハローページ（企業名・個人名とも）は、雨竜町が「滝川地方版」、幌加内町が「士別地方版」に掲載されている以外は、「深川地方版」に掲載されている。また天気予報では、雨竜町が中空知エリアである他は、深川市とともに北空知エリアに属している。